# Encymon pedanus
Encymon pedanus es una especie de coleóptero de la familia Endomychidae.

## Distribución geográfica
Habita en  Birmania.